# قرار مجلس الأمن التابع للأمم المتحدة رقم 548
قرار مجلس الأمن التابع للأمم المتحدة رقم 548، المتخذ بالإجماع في 24 شباط / فبراير 1984، بعد دراسة طلب بروناي دار السلام للانضمام إلى عضوية الأمم المتحدة، أوصى المجلس الجمعية العامة بقبول بروناي دار السلام.